# Pseudobryobia agropyra
Pseudobryobia agropyra är en spindeldjursart som först beskrevs av Morgan 1960.  Pseudobryobia agropyra ingår i släktet Pseudobryobia och familjen Tetranychidae. Inga underarter finns listade i Catalogue of Life.